# Lemmings
Lemmings je logická videohra vyvíjená firmou DMA design (nyní Rockstar North) a vydaná firmou Psygnosis v roce 1991. Hra Lemmings, původně vyvíjená pro Commodore Amigu, se stala dle několika herních časopisů jednou z nejoblíbenějších her té doby. Oblíbenost hry vedla k vydáním na spoustě jiných platforem, včetně těch posledních na PlayStation Portable, PlayStation 2 a PlayStation 3 v letech 2006 a 2007. Vzniklo rovněž několik pokračování.
Chování tvorů ve hře je založeno na mylné představě o chování lumíků (anglicky Lemmings), kteří údajně páchají bezmyšlenkovitě hromadné sebevraždy skokem z útesu do moře. Hlavním cílem hry je provést v každém levelu určitý počet za sebou jdoucích lumíků přes různé překážky a nástrahy až do cíle. Toho se hráč snaží dosáhnout přidělováním určitých schopností jednotlivým lumíkům. Tyto schopnosti mohou lumíkovi pomoci při překonávání překážek (schopnost lézt po stěně) nebo mu umožní vytvořit cestu pro ostatní (prorážením zdí).

## Gameplay
Hra Lemmings je rozdělena na levely, seskupené do čtyř úrovní obtížnosti. V každém levelu jsou obsaženy zničitelné prvky prostředí (skály), nezničitelné části (ocel) a množství překážek jako jsou propasti, vysoké zdi, jezírka s vodou nebo lávou a spousty dalších pastí. V každém levelu se rovněž nachází jeden nebo více vchodů a jeden nebo více východů. Cílem je dovést určité procento zelenovlasých lumíků s modrými tričky ze vchodu do východu vytvářením bezpečné cesty prostředím levelu.
Když nemají lumíci přiřazenou nějakou schopnost, jsou označeni jako „Walker“ („chodec“). Tito lumíci se pohybují jedním směrem, padají na okrajích plošinek a otočí se, když narazí na překážkou, kterou nedokáží přejít. Zahynou při pádu z velké výšky, do vody, lávy nebo mimo mapu; a také když se chytí do pasti.
Pro úspěšné splnění levelu musí hráč přiřadit některým lumíkům určité schopnosti. Počet přiřazení každé schopnosti je obvykle omezen, což vyžaduje pečlivé rozhodování, kterou schopnost kdy použít. K dispozici může být celkem osm schopností. Dvě z nich zůstávají lumíkům přiřazené, i když se jim přiřadí další: „Climber“ a „Floater“. „Climber“ („lezec“) dokáže zdolat zdi a další překážky se svislým povrchem. „Floater“ může spadnout z jakékoliv výšky bez zranění. „Bashers“, „Miners“ a „Diggers“ se dokážou prokopat ve směru vodorovném, šikmém dolů a svislém dolů přes všechny zničitelné materiály. Zastaví se, když se dostanou ven z překážky, narazí na nezničitelnou překážku nebo když je jim přiřazena jiná schopnost. „Builder“ dokáže postavit schodiště s 12 schody; když se blíží ke konci své práce, hráč je na to upozorněn zvukovým signálem, takže pozná dobu, kdy může znovu přiřadit schopnost v případě, že je potřeba delší schodiště. „Blockers“ („blokaři“) jsou určeni k blokování jdoucích lumíků — změní směr jejich chůze na opačný. Blokaři se mohou změnit zpět na chodce, pokud je zničena zem pod jejich nohama. Blokaři je možné přiřadit pouze schopnost „Bomber“. Ta může být přiřazena také jakémukoliv jinému lumíkovi, který po 5 sekundách exploduje a zničí část zničitelného prostředí kolem sebe. Hráč může hru kdykoliv pozastavit a prozkoumat prostředí, během této doby však nemůže přiřazovat schopnosti lumíkům.
Lumíci jsou ze vchodu vypouštěni v určité frekvenci (od 1 do 99), která je nastavena dle aktuálního levelu. Hráč může nastavit rychlejší frekvenci a poté jí může nastavit zpět na výchozí hodnotu, ne však na nižší. Hráč má také možnost nechat explodovat všechny lumíky v levelu najednou, čímž se zbaví zbývajících blokařů, aby dokončil level nebo urychlí restart levelu, když se dostane do bezvýchodné situace.
Čtyři skupiny obtížnosti — „Fun“ („Zábava“), „Tricky“ („Záludné“), „Taxing“ („Namáhavé“) a „Mayhem“ („Chaos“) — rozdělují levely tak, aby odrážely jejich celkovou obtížnost. Toto hodnocení je založeno na několika faktorech včetně počtu překážek, které musí hráč překonat, omezení na počet schopností dostupných k použití, minimální frekvenci vypouštění lumíků a procento lumíků, které musí být zachráněno.

### Režim pro dva hráče
Původní hra Lemmings měla také 20 levelů pro dva hráče. To využívalo výhodu Amigy, která umožňovala připojení dvou myší zároveň, a Atari, které dokázalo současně pracovat s myší a joystickem. Každý hráč měl na své polovině vertikálně rozdělené obrazovky vlastní pohled na stejnou mapu a každý mohl ovládat pouze lumíky své barvy (zelené nebo modré). Každý hráč měl rovněž svou vlastní základnu. Cílem bylo dostat do své základny více lumíků (bez ohledu na barvu) než protihráč. Ve hře se střídalo 20 levelů, dokud jeden hráč nedostal nějaké lumíky domů. Také Atari ST mělo režim pro dva hráče, kdy jeden mohl ovládat hru klávesnicí nebo joystickem a druhý myší.
Režim dvou hráčů byl také přítomen ve verzích pro Sega Mega Drive a Super NES, kde byly obsaženy levely jedinečné na těchto platformách vytvořené firmou Sunsoft; některé z nich se objevily také ve hře Oh No! More Lemmings.
Myšlenka hry více hráčů byla převzata do hry Clones, kde mohlo hrát po síti až 16 hráčů najednou.

## Vývoj
Mike Dailly, první zaměstnanec firmy DMA Design a jeden z programátorů hry Lemmings, poskytl detailní historii vývoje Lemmings nazvanou „The Lemmings Story“. Dave Jones, zakladatel DMA Design a vývojář Grand Theft Auto a Crackdown, také okomentoval vývoj a úspěch Lemmings.
Koncept hry byl výsledkem rychlé demonstrace schopnosti vytvořit animovanou postavičku uvnitř boxu velkého 8×8 pixelů jako součást vývoje hry Walker, pokračování hry Blood Money. Byl to okamžik během vývojové fáze určené jako tréninkový program pro architekty v Africe. Dailly byl schopen rychle vytvořit animovanou grafiku s nekonečným pohybem vylepšenou jedním členem týmu DMA Design Garrym Timmonsem, který pomohl odstranit strnulost v animaci. Další člen, Russell Kay, zpozoroval, že „V tom je hra!“ („There's a game in that!“) a později podle Daillyho použil výraz „lemmings“ pro tyto výtvory.
Levely byly navrženy na rozhraní Deluxe Paint, které umožnilo několika členům navrhnout „stovky levelů“. Bylo provedeno několik vnitřních průchodů levely, vývojáři se ve zdolávání levelů vyzývali navzájem. Kromě toho posílali interně testované levely do Psygnosis, odkud dostávali výsledky jejich dalšího testování faxem.
Každý z vývojářů měl významné prvky ve svých levelech, které je odlišovaly od těch ostatních. Ve hře se objevily i levely založené na dalších hrách vydaných Psygnosis. Nejdříve byly vytvořeny složitější levely. Některé jednodušší vznikly úpravou složitějších, což mělo vést k vytvoření dobré učící křivky.
Hudbu vytvořil Tim Wright a Brian Johnston, mladší bratr Scotta Johnstona. Scottova matka namluvila první hlas lumíků. Timmonsovi jsou připisovány oficiální kresby lumíků včetně těch na obalu hry.

### Hudba
Všechnu hudbu ve hře původně složil Brian Johnston. Ten v ní však použil části hudby chráněné autorským právem. Byla to sice běžná praktika, ale v této době už pomalu začínalo růst povědomí o autorském právu na hudbu. Firma Psygnosis proto požádala hudebníka Tima Wrighta o nahrazení problematických melodií. Ten často přepracoval vážnou a lidovou hudbu, aby se vyhnul problémům s autorským právem. Hra obsahuje následující melodie:
- „Kvapík z Orfea v podsvětí“ (hudba Jacquese Offenbacha často používaná pro kankán)
- „Rondo alla turca“ (z klavírní sonáty č. 11 od Mozarta)
- „Tanec fléten“ (z Louskáčka od Čajkovského)
- „Tanec malých labutí“ (z Labutího jezera od Čajkovského)
- „Twang“ — Píseň, která používá melodie z tradiční písně „Ten Green Bottles“, Chopinův pohřební pochod a Wagnerův svatební pochod „Treulich geführt“ z opery Lohengrin.
- „London Bridge Is Falling Down“
- Anglická folková melodie „Forest Green“, která byla upravena na hymnus „All Beautiful the March of Days“ koledu „O Little Town of Bethlehem“, smíchanou s melodií z filmu Hodný, zlý a ošklivý
- „She'll Be Coming 'Round the Mountain“
- „(How Much Is) That Doggie in the Window?“
- Výhradně u verzí pro Sega Master System a Sega Game Gear jsou adaptace těchto melodií:
  - „Miniature Overture“ (první výskyt v režimu Fun 14)
  - „Scotland the Brave“ (první výskyt v režimu Fun 15)
  - „My Old Man (Said Follow the Van)“ (první výskyt v režimu Fun 17).

Ve hře se objevilo celkem 21 melodií včetně jedné pro každý ze čtyř uživatelských levelů založených na jiných hrách od Psygnosis. Ty však byly odstraněny na dalších platformách kvůli rozporu s autorskými právy.
Jedna z původních melodií byla použita v animaci pro Amigu nazvanou „Puggs in Space“. Psygnosis poté použila postavu z ukázky ve hře Puggsy.

## Platformy
Oblíbenost hry na Amize vedla k portování hry na spousty dalších platforem, takže je hra dokonce považována za jednou z nejportovanějších her na ostatní platformy všech dob.
Známé komerční porty původní hry zahrnují následující platformy:
- 3DO
- Acorn Archimedes
- Amstrad CPC
- Apple IIGS a Macintosh
- Arcade (pouze prototyp)
- Atari Lynx a ST
- Commodore 64, Amiga CD32 a CDTV systems
- MS-DOS
- Hewlett-Packard HP-48 series
- různé mobilní telefony
- Nintendo NES, SNES, Game Boy, Game Boy Color a DS
- OS/2 (pouze demoverze)
- Palm
- Philips CD-i
- SAM Coupé
- Sega Game Gear, Master System a Mega Drive
- Sony PSP, PlayStation 2 a PlayStation 3
- Sinclair Spectrum
- několik kalkulátorů od Texas Instruments
- UIQ
- Pocket PC a Windows
- TurboGrafx-CD a Windows Mobile.

## Související hry

### Pokračování
Vzhledem k oblíbenosti hry vzniklo několik pokračování. Některé z nich mírně modifikují určitá pravidla, základní princip hry spočívající v zachraňování lumíků však zůstává stejný.
- Xmas Lemmings a Oh No! More Lemmings se od prvního dílu nijak neliší pravidly hry a schopnostmi, které lze používat, přidávají však novou sadu levelů.
- Lemmings 2: The Tribes přidává lumíkům nové schopnosti.
- All New World of Lemmings upravuje některé základní mechanismy a přidávají některé typické mechanismy pro 2D plošinovky.
- 3D Lemmings přináší do hry třetí rozměr a s ním nové schopnosti využitelné v trojrozměrném světě.
- Lemmings Revolution vrací hru zpět do druhého rozměru. Hra sice využívá 3D grafiku, veškerý děj se však odehrává na povrchu válců. Objevily se zde podobné prvky jako ve hře All New World of Lemmings.

### Spin-offy
Postavičky ze hry Lemmings si našly místo i v principiálně zcela odlišných hrách:
- Lemmings Paintball – izometrická akční hra, ve které se odehrává paintballový zápas mezi lumíky.
- The Adventures of Lomax – plošinovka, v níž hráč ovládá jednoho lumíka jménem Lomax, který se snaží zachránit ostatní lumíky.
- Lemris – Tetris s lumíky

### Klony
Úspěšnost hry motivovala i jiné tvůrce k vytváření dalších her na stejném principu. Kromě různých flashových klonů stojí za zmínku opensource hra Pingus, kde jsou lumíci nahrazeni tučňáky, a hra Clones, která nabízí možnost hry více hráčů přes internet.